# Léo Vincent
Léo Vincent   (Vesoul, 6 de novembre de 1995) és un ciclista francès. Professional des del 2017 al 2020. Va combina la carretera amb el ciclocròs.

## Palmarès
- 2014
  - Vencedor d'una etapa al Tour del Jura
- 2015
  - Vencedor d'una etapa a la Ronda de l'Isard d'Arieja
  - Vencedor d'una etapa al Tour del País de Savoia
- 2016
  - 1r al Tour del Jura i vencedor d'una etapa

### Resultats a la Volta a Espanya
- 2018. 77è de la classificació general

Fonts: